# Jaroslav Kmenta
Jaroslav Kmenta (* 16. února 1969 Nymburk, Československo) je český investigativní novinář a spisovatel, reportér časopisu Reportér. Zabývá se vnitropolitickými kauzami, propojeností politických, podnikatelských a mafiánských kruhů a odhalováním korupce. V letech 1993–2000 a 2003–2013 působil v deníku Mladá fronta DNES.

## Biografie
Po studiu nymburského gymnázia absolvoval Pedagogickou fakultu Univerzity Karlovy. Během sametové revoluce spoluzakládal nymburskou organizaci Občanského fóra a od roku 1990 byl zastupitelem města.
V roce 1991 nastoupil na pozici redaktora ve zpravodajské agentuře ČTK, kde se věnoval školství a pak armádě.

### Působení vMladé frontě DNES
Od roku 1993 působil Kmenta v Mladé frontě DNES, největší redakci v zemi, a „za pochodu a na koleně“ se učil „pátrací žurnalistiku“, zkušenosti pobíral zejména od zahraničních novinářů.
Během svého působení pracoval na řadě velkých kauz. Zjistil například, že československá protichemická jednotka naměřila ve válce v Zálivu chemické otravné látky sarin a yperit, což americké i české ministerstvo obrany tajily a byly nuceny to přiznat až pod tíhou důkazů, jež Kmenta snášel ve svých reportážích.[zdroj⁠?!] V roce 1997 zveřejnil informace o podezření, že ODS má ve Švýcarsku tajné konto. Tyto informace spolu se zprávami o fiktivních sponzorech ODS (Lajos Bács a Radjiv M. Sinha) přispěly k pádu Klausovy vlády. V roce 1999 odhalil, že místopředseda vlády Egon Lánský (ČSSD) má tajné konto v Rakousku, což vedlo k Lánského rezignaci.[zdroj⁠?!] V roce 2000 zveřejnil reportáž o praní špinavých peněz v Komerční bance. V roce 2001 publikoval reportáže o tom, zda byl konzul z irácké ambasády v Praze napojen na hlavního atentátníka z 11. září 2001, tedy na al-Káidu. O případu pak referovaly americké noviny The New York Times či americké televizní stanice.[zdroj⁠?!] V roce 2005 se věnoval majetkovým nejasnostem premiéra Stanislava Grosse (ČSSD), který tehdy nedokázal vysvětlit původ peněz na svůj barrandovský byt a v důsledku toho rezignoval jako premiér, protože o svých financích lhal. V témže roce také Kmenta přinesl reportáž o tom, jak si vysoce postavený pracovník resortu ministerstva financí, který tehdy řídil Bohuslav Sobotka (ČSSD), tajně ulil desítky milionů korun z vymožené pohledávky českého státu v Peru. Policie pak případ vyšetřila a úředníka obvinila.[zdroj⁠?!] Začátkem roku Kmenta 2006 popsal, jak předseda poslaneckého klubu ČSSD Michal Kraus tajně vyjednával v Ghaně o miliardové investici do podniku na zpracování kakaa. Kraus pak odešel ze všech politických funkcí.[zdroj⁠?!]
V roce 2000 absolvoval stáž investigativní žurnalistiky v USA.
V roce 2003 se do redakce MF DNES vrátil po tříleté absenci na pozici vedoucího reportérského oddělení. V mezidobí byl zaměstnán v redakcích periodik Zemské noviny, Super, Impuls a magazínu Instinkt.
V roce 2012 byl Jaroslav Kmenta zmiňován někdejším dopravním policistou a následně asistentem poslance Stanislava Humla Petrem Šlechtou a bývalým detektivem agentury ABL Pavlem Pertlíčkem v záznamu rozhovoru, který byl součástí soudního přelíčení v kauze financování poslanců politické strany Věci veřejné. Šlechta měl v rozhovoru Perlíčka přesvědčovat, aby svědčil proti Vítu Bártovi coby vůdčí postavě agentury i strany, a sliboval mu podpůrnou kampaň v MF DNES prostřednictvím své údajné známosti s Kmentou.
V roce 2013 v redakci MF DNES skončil, podle vlastních slov dal výpověď zejména proto, že vydavatele deníku, společnost MAFRA, koupil podnikatelský magnát a politik Andrej Babiš, kterého Kmenta označil jako kmotra.
Od roku 2014 začal působit jako reportér pod vedením šéfredaktora Roberta Čásenského v měsíčníku Reportér.
Je ženatý, má dvě děti.

## Dílo
Roku 2005 založil nakladatelství JKM - Jaroslav Kmenta.
- Pouštní horečka, 1999.
- Český špion Erwin van Haarlem. Praha : JKM – Jaroslav Kmenta, 2005.
- Kmotr Mrázek. Praha : JKM – Jaroslav Kmenta, 2007.
- Kmotr Mrázek II. Praha : JKM – Jaroslav Kmenta, 2008.
- Kmotr Mrázek III. Praha : JKM – Jaroslav Kmenta, 2009.
- Svědek na zabití Praha : JKM – Jaroslav Kmenta, 2010.
- Všehoschopní – superguru Bárta Praha : JKM – Jaroslav Kmenta, 2011.
- Padrino Krejčíř – Afričan – audiokniha, Audiotéka, načetl Pavel Rímský, 2015.
- Padrino Krejčíř – Gangster – audiokniha, Audiotéka, načetl Pavel Rímský, 2016.
- Padrino Krejčíř – Žralok – audiokniha, Audiotéka, načetl Pavel Rímský, 2016.
- Boss Babiš – Jaroslav Kmenta, 2017.
- Boss Babiš – audiokniha, Audiotéka, načetl Petr Kubes, 2017.
- Rudý Zeman, Jaroslav Kmenta, 2019.
- Babišovo Palermo I, Jaroslav Kmenta, 2021.
- Babišovo Palermo II, Jaroslav Kmenta, 2021.
- Ruská mafie: Polosvět díl I., Jaroslav Kmenta, 2022.
- Světská mafie: Polosvět díl II., Jaroslav Kmenta, 2023.

Podle knihy Kmotr Mrázek byl v roce 2013 natočen film Příběh kmotra, podle série Padrino Krečíř filmy Gangster Ka a Gangster Ka: Afričan, oba z roku 2015.

## Ocenění
V roce 2010 mu byla udělena Cena Karla Havlíčka Borovského za dlouhodobou a investigativní žurnalistiku. Na začátku roku 2019 získal spolu s Ondřejem Kundrou Cenu Ferdinanda Peroutky za rok 2018.
V roce 2018 se stal čestným občanem města Nymburka.

## Citáty
| „                                             | Proč je dobré mít v redakci Jaroslava Kmentu? Protože ho nikdo nemá rád … Tedy přesněji, nemá ho ráda drtivá většina politiků, ať zprava nebo zleva. To může být důkazem, že svou práci investigativního reportéra dělal dobře a navíc nestranně. | “ |
| — Robert Čásenský, bývalý šéfredaktor MF DNES | |   |